# SMS Emden (1916)
El SMS Emden fou un creuer lleuger de la marina de guerra de l'imperi Alemany (Kaiserliche Marine) pertanyent a la classe Königsberg. Fou batejat en honor del reeixit creuer SMS Emden, que fou enfonsat al principi de la guerra.